# Дзюдо на Играх доброй воли 1994
Соревнования по дзюдо на Играх доброй воли 1994 года прошли в Санкт-Петербурге 26 июля. Соревнования среди женщин проходили только в полусредней категории (до 61 кг). Были разыграны 8 комплектов наград. На пьедестал поднимались представители 14 стран. В неофициальном командном зачёте доминировали представители Южной Кореи, завоевавшие 4 золотых медали.

## Медалисты

### Мужчины
| Весовая категория           | Золото                        | Серебро                     | Бронза                                                 |
| --------------------------- | ----------------------------- | --------------------------- | ------------------------------------------------------ |
| Наилегчайший вес (до 60 кг) | Ким Хук · Республика Корея    | Ясио Отогуро · Япония       | Николай Ожегин · Россия Клифтон Сунада · США           |
| Полулёгкий вес (до 65 кг)   | Владимир Драчко · Россия      | Всеволод Зелёный · Латвия   | Йожеф Чак · Венгрия Рюта Юмия · Япония                 |
| Лёгкий вес (до 71 кг)       | Чон Хун · Республика Корея    | Томас Шлайхер · Австрия     | Йосихида Цучия · Япония Джеймс Педро · США             |
| Полусредний вес (до 78 кг)  | Юн Дон Сик · Республика Корея | Ясухиро Накасима · Япония   | Мануэль Мендес · Испания Йохан Лаац · Бельгия          |
| Средний вес (до 86 кг)      | Тагир Абдулаев · Россия       | Фернандо Гонсалес · Испания | Свен Хелбинг · Германия Николя Жиль · Канада           |
| Полутяжёлый вес (до 95 кг)  | Детлеф Кноррек · Германия     | Леонид Свирид · Беларусь    | Евгений Перчунов · Россия Юги Илома · Япония           |
| Тяжёлый вес (свыше 95 кг)   | Йосихари Макиси · Япония      | Индрек Пертельсон · Эстония | Харри ван Барневельд · Бельгия Фолкер Хейер · Германия |

### Женщины
| Весовая категория          | Золото                        | Серебро             | Бронза                                             |
| -------------------------- | ----------------------------- | ------------------- | -------------------------------------------------- |
| Полусредний вес (до 61 кг) | Чон Сонсук · Республика Корея | Анета Арак · Польша | Гелла Вандекавейе · Бельгия Елена Петрова · Россия |

## Общий медальный зачёт
*   Принимающая страна (Россия)
| Место           | Страна           | Золото | Серебро | Бронза | Всего |
| --------------- | ---------------- | ------ | ------- | ------ | ----- |
| 1               | Республика Корея | 4      | 0       | 0      | 4     |
| 2               | Россия*          | 2      | 0       | 3      | 5     |
| 3               | Япония           | 1      | 2       | 3      | 6     |
| 4               | Германия         | 1      | 0       | 2      | 3     |
| 5               | Испания          | 0      | 1       | 1      | 2     |
| 6               | Австрия          | 0      | 1       | 0      | 1     |
| 6               | Беларусь         | 0      | 1       | 0      | 1     |
| 6               | Латвия           | 0      | 1       | 0      | 1     |
| 6               | Польша           | 0      | 1       | 0      | 1     |
| 6               | Эстония          | 0      | 1       | 0      | 1     |
| 11              | Бельгия          | 0      | 0       | 3      | 3     |
| 12              | США              | 0      | 0       | 2      | 2     |
| 13              | Венгрия          | 0      | 0       | 1      | 1     |
| 13              | Канада           | 0      | 0       | 1      | 1     |
| Всего стран: 14 | Всего стран: 14  | 8      | 8       | 16     | 32    |